# Noah Malone
Noah Malone (né le 13 octobre 2001) est un athlète paralympique américain qui concours en compétition para-athlétisme aux épreuves de sprint de 100 m, 200 m et 400 m hommes de la catégorie handicap T12.

## Biographie

### Enfance et éducation
Noah Malone est le fils de Kyle Malone, ancien sprinteur et de Latasha Sturdivant. Il a une soeur, Zion. Il commence à perdre la vue en 2015 et est diagnostiqué de neuropathie optique de Leber qui ne lui laisse que 20/400e de vue pour l'oeil gauche et 20/600e pour l'oeil droit. Il étudie dans deux écoles, les Hamilton Southeastern High School et l'Indiana School for the Blind and Visually Impaired.

### Carrière sportive
Noah Malone devient champion de l'état d'Indiana en 200 m avec l'Indiana High School Athletic Association (en). En 2019, il participe aux Championnats du monde de para-athlétisme juniors (en) à Nottwil en Suisse où il remporte la médaille d'or en 100 m et 200 m, et la médaille d'argent en 400 m. La même année, il remporte la médaille en relais 4 x 100 m et la médaille d'argent en 100 m aux Jeux parapanaméricains de 2019 de Lima au Pérou.
Aux Jeux paralympiques d'été de 2020 de Tokyo, il remporte deux médailles d'argent en 100 m T12 et en 400 m T12, tandis qu'il participe à la victoire des américains dans le relais 4 x 100 m unversel,.
Aux Championnats d'athlétisme en plein air de la Missouri Valley Conference de 2022 à Des Moines (Iowa), il décroche des records du monde sur les distances de 100 m (10 s 34) et 200 m (21 s 10) ce qui permet à l'Indiana de remporter les MVC.

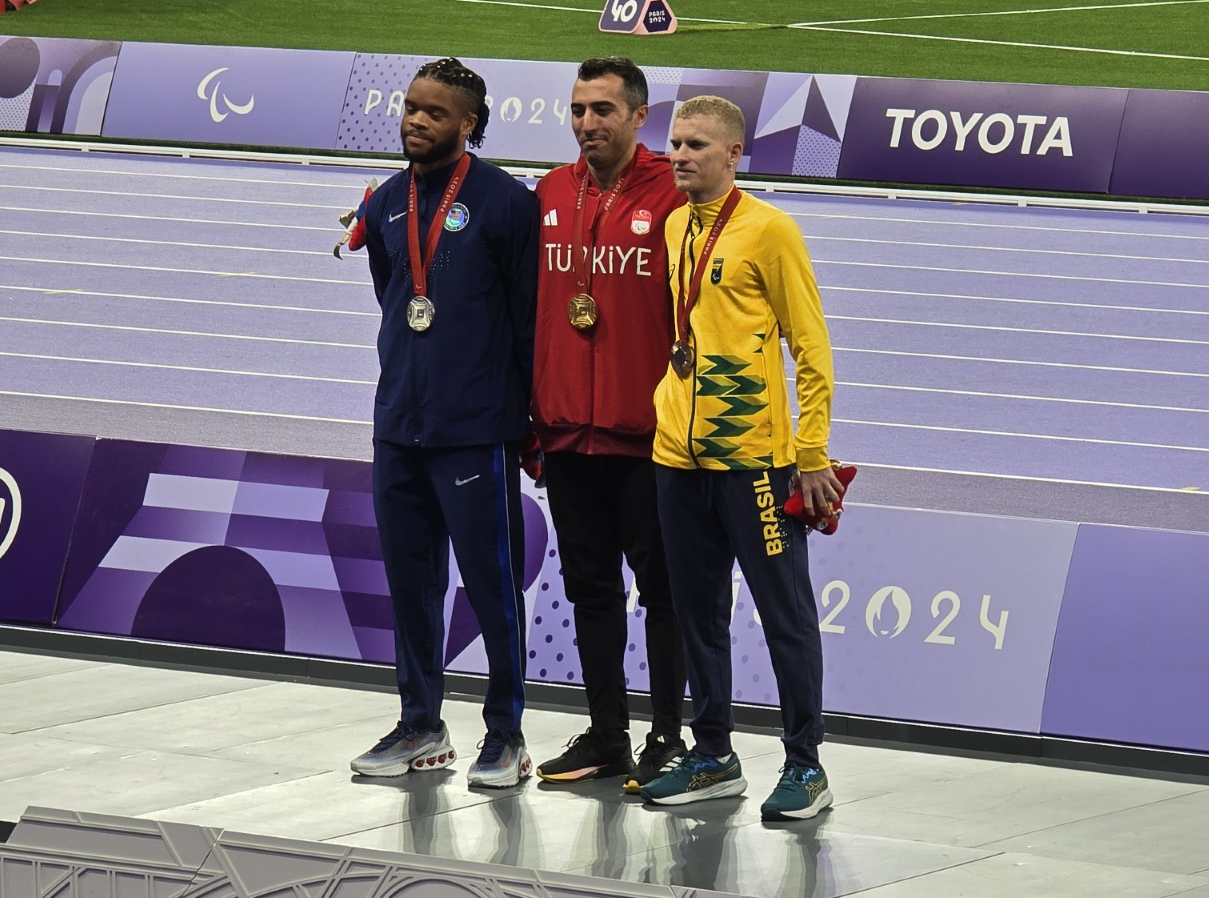
Podium du 100 m T12 à Paris 2024 avec Noah Malone (à gauche), Serkan Yildirim et Joeferson Marinho de Oliveira

Il remporte une médaille d'or dans l'épreuve du 100 m T12 aux championnats du monde d'athlétisme handisport 2023 à Paris puis l'argent à ceux de Kobe en 2024, au Japon.
Sélectionné pour participer aux Jeux paralympiques d'été de 2024 à Paris, en France, il se qualifie le 30 août 2024 avec le meilleur temps de sa série en 10 s 72 puis termine second lors de la course du 100 m catégorie T12 le 31 derrière le turc Serkan Yildirim et devant le brésilien Joeferson Marinho de Oliveira en un temps de 10 s 71. Il doit participer aux courses du 400 m T12 et relais universel 4 x 100 m.